# Dombeya hispidicyma
Dombeya hispidicyma är en malvaväxtart som beskrevs av Arenes. Dombeya hispidicyma ingår i släktet Dombeya och familjen malvaväxter. Inga underarter finns listade i Catalogue of Life.